# San Mamés (1913)
San Mamés was een voetbalstadion in de Spaanse stad Bilbao. Het was het thuisstadion van Athletic Bilbao en San Mamés had een grootte van 39.750 plaatsen. Het stadion had als bijnaam La Catedral (De Kathedraal).
San Mamés werd ontworpen door de architect Manuel Maria Smith en geopend in 1913. Het was daarmee lange tijd het oudste voetbalstadion van Spanje. In de jaren tachtig werd San Mamés sterk verbouwd voor het Wereldkampioenschap voetbal 1982.
Op 6 juni 2013 werd San Mamés afgebroken. Het stadion werd vervangen door het San Mamés.
| №  | Datum           | Wedstrijd                    | Uitslag | Competitie                | Toeschouwers |
| -- | --------------- | ---------------------------- | ------- | ------------------------- | ------------ |
| 1. | 9 oktober 1921  | Spanje – België              | 2 – 0   | Vriendschappelijk         |              |
| 2. | 19 april 1931   | Spanje – Italië              | 0 – 0   | Vriendschappelijk         |              |
| 3. | 16 maart 1941   | Spanje – Portugal            | 5 – 1   | Vriendschappelijk         |              |
| 4. | 8 november 1953 | Spanje – Zweden              | 2 – 2   | Vriendschappelijk         |              |
| 5. | 30 mei 1963     | Spanje – Ierland             | 1 – 1   | EK 1964 kwalificatie      | 27.960       |
| 6. | 31 mei 1967     | Spanje – Turkije             | 2 – 0   | EK 1968 kwalificatie      | 27.336       |
| 7. | 16 juni 1982    | Engeland – Frankrijk         | 3 – 1   | WK 1982 1e Groepsfase (D) | 44.172       |
| 8. | 20 juni 1982    | Tsjecho-Slowakije – Engeland | 0 – 2   | WK 1982 1e Groepsfase (D) | 41.123       |
| 9. | 25 juni 1982    | Engeland - Koeweit           | 1 – 0   | WK 1982 1e Groepsfase (D) | 39.700       |

Santiago Bernabeu (Madrid) · Vicente Calderón (Madrid) · Camp Nou (Barcelona) · Sarrià (Barcelona) · Balaídos (Vigo) · Riazor (A Coruña) · El Molinón (Gijón) · Carlos Tartiere (Oviedo) · Nuevo (Elche) · José Rico Pérez (Alicante) · San Mamés (Bilbao) · José Zorrilla (Valladolid) · Luis Casanova (Valencia) · La Romareda (Zaragoza) · Ramón Sánchez Pizjuán (Sevilla) · Benito Villamarín (Sevilla) ·  La Rosaleda (Málaga)
Anoeta (Real Sociedad) ·
Balaídos (Celta de Vigo) ·
Benito Villamarín (Real Betis) ·
Olympisch Stadion Lluís Companys (FC Barcelona) ·
De la Cerámica (Villarreal CF) ·
Ciutat de València (Levante UD) ·
Coliseum Alfonso Pérez (Getafe CF) ·
El Sadar (CA Osasuna) ·
Martínez Valero (Elche CF) ·
Mendizorrotza (Deportivo Alavés) ·
Mestalla (Valencia CF) ·
Nuevo Los Cármenes (Granada CF) ·
Ramón de Carranza (Cádiz CF) ·
Ramón Sánchez Pizjuán (Sevilla FC) ·
RCDE Stadium (RCD Espanyol) ·
San Mamés (Athletic Bilbao) ·
Santiago Bernabéu (Real Madrid CF) ·
Vallecas (Rayo Vallecano) ·
Visit Mallorca Estadi (RCD Mallorca) ·
Estadio Wanda Metropolitano (Atlético Madrid)
Anduva (CD Mirandés) ·
Anxo Carro (CD Lugo) ·
Butarque (CD Leganés) ·
Can Misses (UD Ibiza) ·
Estadio Carlos Tartiere (Real Oviedo) ·
Cartagonova (FC Cartagena) ·
El Alcoraz (SD Huesca) ·
El Molinón (Sporting Gijón) ·
El Plantío (Burgos CF) ·
El Toralín (SD Ponferradina) ·
Fernando Torres (CF Fuenlabrada) ·
Gran Canaria (UD Las Palmas) ·
Heliodoro Rodríguez López (CD Tenerife) ·
Ipurua (SD Eibar) ·
José Luis Orbegozo (Real Sociedad B) ·
José Zorrilla (Real Valladolid) ·
Juegos Mediterráneos (UD Almería) ·
La Romareda (Real Zaragoza) ·
La Rosaleda (Málaga CF) ·
Montilivi (Girona FC) ·
Santo Domingo (AD Alcorcón) ·
Urritxe (SD Amorebieta)